# Sorozatos reakcióidő feladat
A sorozatos reakcióidő feladat (serial reaction time – SRT) az implicit tanulás mérésére szolgáló módszer, melyet Nissen és Bullemer dolgozott ki 1987-ben. A mesterséges nyelvtan elsajátítása (artificial grammar learning – AGL) és az összetett rendszerek kontrollálása mellett ez az egyik leggyakrabban használt implicit tanulást vizsgáló eljárás.

## A vizsgálat leírása
A jellegzetes szekvenciatanulási helyzetben az inger (pl. egy fénypont) egy kivetített képernyőn (pl. egy számítógép monitorán) vízszintesen síkban rögzített négy hely (általában négy vízszintes vonal) valamelyikén (Nissen és Bullemer, 1987), vagy a képernyő valamelyik negyedében jelenik meg.

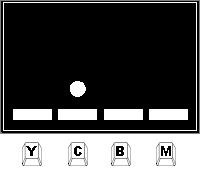
Az SRT feladat egy lehetséges elrendezése, ahol a megjelenő ingerek helyét az 'Y' 'C' 'B' és 'M' billentyűk jelölik.

A 4 vonalhoz a számítógép klaviatúrájának 4 billentyűjét párosítják, a kísérleti személynek pedig az a feladata, hogy az inger megjelenését követően minél hamarabb lenyomja az adott vonalhoz tartozó megfelelő billentyűt. A pont addig látható a képernyőn, ameddig a kísérleti személy a megfelelő billentyűt le nem nyomja. A jó választ követően valamennyi milliszekundumnyi késleltetés után megjelenik a következő inger egy másik vonal fölött.
Nissen és Bullemer (1987) klasszikus vizsgálatában két csoportra osztotta a kísérleti személyeket. A kísérleti csoportnál az ingerek megjelenése egy kötött szekvenciát követett, vagyis a fénypont újra és újra ugyanazon a 10 tagú sorozat szerint ismétlődött. Ezzel szemben a kontrollcsoport ingerei véletlen sorrendben követték egymást. A kutatók azt figyelték meg, hogy:
a kísérleti csoport tagjainak a reakcióideje fokozatosan csökkent a gyakorlás hatására (míg a kontroll csoport teljesítménye nem változott). Az egyre gyorsuló válaszadási sebesség bizonyítja, hogy a személyek megtanulták a szabályt anélkül, hogy arról be tudtak volna számolni, vagy egyáltalán tudatosult volna bennük, hogy létezik valamilyen szabály.
A 10 itemes helyzettel szemben felmerült a kritika, hogy – mivel a 10 nem osztható maradék nélkül néggyel – a négy elem előfordulási gyakorisága óhatatlanul különböző lesz. Ez a kísérleti személyeket arra késztetheti, hogy gyakorisági döntéseket hozzanak, és ne az eredeti szabályt alkalmazva oldják meg a feladatot. Ennek a korrigálására vezették be később a 12 elemből álló sorozatot, ahol minden vonalon egyenlő gyakorisággal jelent meg az inger.

## A vizsgálat menete
A feladat 12 blokkból áll. Az első 11 blokk a gyakorlási szakasz, ezalatt a kísérleti személyek mindvégig ugyanazzal a sorozattal dolgoznak. Egy itemben ötször ismétlődik a 12 elemből álló sorozat, vagyis 60 ingeradás történik. Így kiszámolható, hogy a 11 item alatt 11×5-ször, azaz 55-ször találkozik a kísérleti személy a teljes sorozattal (mikoris 11×60-szor, azaz 660-szor kell az ingerre reagálnia). A blokkok között a kísérleti személynek pihenésre van lehetősége. A 12. item az elsajátított tudást ellenőrzi, ebben a blokkban, az előzőektől eltérő, random módon összeállított sorozatot használnak.

## Az implicit tanulás mérőszámai
Az implicit tanulás egyik mérőszáma a 11. és 12. blokk reakcióidő-átlagai közötti különbség. Az első 11 blokkban történő tanulási folyamat eredményeként lecsökken az egyének reakcióideje, ami egy új, ismeretlen sorozattal való találkozáskor újra megnő. (Amennyiben történt tanulás az első 11 blokkban, akkor annak a felgyorsult reakcióidő a mutatója, ami azonnal visszaesik, ha új – az addigra megtanult szabályt nélkülöző – sorozattal találkozik a kísérleti személy)
Az implicit tanulás másik mérőszáma pedig a 11. blokkban (a reakcióidő visszaesését megelőzően) nyújtott teljesítmény.

## Felhasznált szakirodalom
- Baddeley, Alan (2001) Az emberi emlékezet. Osiris Kiadó, Budapest
- Németh Dezső (2006). A nyelvi folyamatok és az emlékezeti rendszerek kapcsolata. Akadémiai Kiadó, Budapest
- Háden Gábor Péter, Orosz Gábor, Ambrus Géza Gergely, Gönczi Dániel, Aczél Balázs, Németh Dezső (2004), Az implicit tanulás és nyelvi képességek kapcsolata. In: Németh Dezső (szerk.) Szegedi pszichológiai tanulmányok. JGYF Kiadó ISBN 963-9167-94-0
- Németh Dezső (2005) A nyelvi és az emlékezeti folyamatok kapcsolata. In: Gervain Judit és mtsai. (szerk.) Az ezerarcú elme : tanulmányok Pléh Csaba 60. születésnapjára. Akadémiai Kiadó, Budapest